# Obra (ort i Indien, Bihar)
Obra är en ort i Indien.   Den ligger i distriktet Aurangābād och delstaten Bihar, i den nordöstra delen av landet, 800 km sydost om huvudstaden New Delhi. Obra ligger 102 meter över havet och antalet invånare är 12 096.
Terrängen runt Obra är mycket platt. Runt Obra är det tätbefolkat, med 881 invånare per kvadratkilometer. Närmaste större samhälle är Aurangabad, 15,4 km söder om Obra. Trakten runt Obra består till största delen av jordbruksmark.